# 2019-es Formula–1 magyar nagydíj
A magyar nagydíj volt a 2019-es Formula–1 világbajnokság tizenkettedik futama, amelyet 2019. augusztus 2. és augusztus 4. között rendeztek meg a Hungaroringen, Mogyoródon.

## Választható keverékek
| Abroncs                  | Friss | Használt |
| ------------------------ | ----- | -------- |
| Kemény keverék (C3)      |       |          |
| Közepes keverék (C4)     |       |          |
| Lágy keverék (C5)        |       |          |
| Intermediate keverék (I) |       |          |
| Esős keverék (W)         |       |          |

## Szabadedzések

### Első szabadedzés
A magyar nagydíj első szabadedzését augusztus 2-án, pénteken délelőtt tartották, magyar idő szerint 11:00-tól.
| helyezés | versenyző          | csapat/motor          | elért idő  | különbség | futott kör |
| -------- | ------------------ | --------------------- | ---------- | --------- | ---------- |
| 1        | Lewis Hamilton     | Mercedes              | 1:17,233   | −         | 41         |
| 2        | Max Verstappen     | Red Bull-Honda        | 1:17,398   | +0,165    | 28         |
| 3        | Sebastian Vettel   | Ferrari               | 1:17,399   | +0,166    | 25         |
| 4        | Pierre Gasly       | Red Bull-Honda        | 1:17,682   | +0,449    | 25         |
| 5        | Kevin Magnussen    | Haas-Ferrari          | 1:17,942   | +0,709    | 31         |
| 6        | Charles Leclerc    | Ferrari               | 1:18,188   | +0,955    | 29         |
| 7        | Nico Hülkenberg    | Renault               | 1:18,417   | +1,184    | 31         |
| 8        | Lando Norris       | McLaren-Renault       | 1:18,531   | +1,298    | 34         |
| 9        | Carlos Sainz Jr.   | McLaren-Renault       | 1:18,702   | +1,469    | 23         |
| 10       | Kimi Räikkönen     | Alfa Romeo-Ferrari    | 1:18,787   | +1,554    | 32         |
| 11       | Daniel Ricciardo   | Renault               | 1:18,894   | +1,661    | 30         |
| 12       | Romain Grosjean    | Haas-Ferrari          | 1:18,973   | +1,740    | 32         |
| 13       | Danyiil Kvjat      | Toro Rosso-Honda      | 1:18,982   | +1,749    | 33         |
| 14       | Alexander Albon    | Toro Rosso-Honda      | 1:19,223   | +1,990    | 28         |
| 15       | Sergio Pérez       | Racing Point-Mercedes | 1:19,325   | +2,092    | 20         |
| 16       | Antonio Giovinazzi | Alfa Romeo-Ferrari    | 1:19,488   | +2,255    | 24         |
| 17       | George Russell     | Williams-Mercedes     | 1:19,649   | +2,416    | 33         |
| 18       | Lance Stroll       | Racing Point-Mercedes | 1:19,722   | +2,489    | 34         |
| 19       | Robert Kubica      | Williams-Mercedes     | 1:20,322   | +3,089    | 30         |
| 20       | Valtteri Bottas    | Mercedes              | idő nélkül | –         | 2          |

### Második szabadedzés
A magyar nagydíj második szabadedzését augusztus 2-án, pénteken délután tartották, magyar idő szerint 15:00-tól.
| helyezés | versenyző          | csapat/motor          | elért idő  | különbség | futott kör |
| -------- | ------------------ | --------------------- | ---------- | --------- | ---------- |
| 1        | Pierre Gasly       | Red Bull-Honda        | 1:17,854   | −         | 16         |
| 2        | Max Verstappen     | Red Bull-Honda        | 1:17,909   | +0,055    | 12         |
| 3        | Lewis Hamilton     | Mercedes              | 1:17,995   | +0,141    | 15         |
| 4        | Valtteri Bottas    | Mercedes              | 1:18,184   | +0,330    | 18         |
| 5        | Daniel Ricciardo   | Renault               | 1:18,597   | +0,743    | 13         |
| 6        | Kimi Räikkönen     | Alfa Romeo-Ferrari    | 1:18,682   | +0,828    | 25         |
| 7        | Charles Leclerc    | Ferrari               | 1:18,852   | +0,998    | 21         |
| 8        | Nico Hülkenberg    | Renault               | 1:18,892   | +1,038    | 14         |
| 9        | Antonio Giovinazzi | Alfa Romeo-Ferrari    | 1:18,909   | +1,055    | 25         |
| 10       | Danyiil Kvjat      | Toro Rosso-Honda      | 1:18,957   | +1,103    | 22         |
| 11       | Romain Grosjean    | Haas-Ferrari          | 1:19,149   | +1,295    | 19         |
| 12       | Kevin Magnussen    | Haas-Ferrari          | 1:19,178   | +1,324    | 21         |
| 13       | Sebastian Vettel   | Ferrari               | 1:19,254   | +1,400    | 24         |
| 14       | Carlos Sainz Jr.   | McLaren-Renault       | 1:19,398   | +1,544    | 22         |
| 15       | Sergio Pérez       | Racing Point-Mercedes | 1:19,721   | +1,867    | 13         |
| 16       | Lance Stroll       | Racing Point-Mercedes | 1:19,774   | +1,920    | 14         |
| 17       | George Russell     | Williams-Mercedes     | 1:19,889   | +2,035    | 14         |
| 18       | Lando Norris       | McLaren-Renault       | 1:20,401   | +2,547    | 6          |
| 19       | Robert Kubica      | Williams-Mercedes     | 1:20,439   | +2,585    | 15         |
| 20       | Alexander Albon    | Toro Rosso-Honda      | idő nélkül | –         | 2          |

### Harmadik szabadedzés
A magyar nagydíj harmadik szabadedzését augusztus 3-án, szombaton délelőtt tartották, magyar idő szerint 12:10-től.
| helyezés | versenyző          | csapat/motor          | elért idő | különbség | futott kör |
| -------- | ------------------ | --------------------- | --------- | --------- | ---------- |
| 1        | Lewis Hamilton     | Mercedes              | 1:16,084  | −         | 21         |
| 2        | Max Verstappen     | Red Bull-Honda        | 1:16,097  | +0,013    | 16         |
| 3        | Sebastian Vettel   | Ferrari               | 1:16,166  | +0,082    | 18         |
| 4        | Valtteri Bottas    | Mercedes              | 1:16,355  | +0,271    | 19         |
| 5        | Charles Leclerc    | Ferrari               | 1:16,392  | +0,308    | 18         |
| 6        | Pierre Gasly       | Red Bull-Honda        | 1:16,684  | +0,600    | 19         |
| 7        | Lando Norris       | McLaren-Renault       | 1:16,774  | +0,690    | 20         |
| 8        | Kimi Räikkönen     | Alfa Romeo-Ferrari    | 1:17,216  | +1,132    | 22         |
| 9        | Carlos Sainz Jr.   | McLaren-Renault       | 1:17,217  | +1,133    | 23         |
| 10       | Kevin Magnussen    | Haas-Ferrari          | 1:17,230  | +1,146    | 17         |
| 11       | Romain Grosjean    | Haas-Ferrari          | 1:17,293  | +1,209    | 21         |
| 12       | Danyiil Kvjat      | Toro Rosso-Honda      | 1:17,432  | +1,348    | 21         |
| 13       | Nico Hülkenberg    | Renault               | 1:17,667  | +1,583    | 19         |
| 14       | Sergio Pérez       | Racing Point-Mercedes | 1:17,670  | +1,586    | 17         |
| 15       | Antonio Giovinazzi | Alfa Romeo-Ferrari    | 1:17,929  | +1,845    | 22         |
| 16       | Daniel Ricciardo   | Renault               | 1:17,962  | +1,878    | 19         |
| 17       | Alexander Albon    | Toro Rosso-Honda      | 1:18,024  | +1,940    | 19         |
| 18       | George Russell     | Williams-Mercedes     | 1:18,072  | +1,988    | 23         |
| 19       | Lance Stroll       | Racing Point-Mercedes | 1:18,534  | +2,450    | 20         |
| 20       | Robert Kubica      | Williams-Mercedes     | 1:18,709  | +2,625    | 26         |

## Időmérő edzés
A magyar nagydíj időmérő edzését augusztus 3-án, szombaton délután futották, magyar idő szerint 15:00-tól.
| helyezés              | rajtszám | versenyző          | csapat/motor          | 1. rész  | 2. rész  | 3. rész  | rajthely | futott kör |
| --------------------- | -------- | ------------------ | --------------------- | -------- | -------- | -------- | -------- | ---------- |
| 1                     | 33       | Max Verstappen     | Red Bull-Honda        | 1:15,817 | 1:15,573 | 1:14,572 | 1        | 16         |
| 2                     | 77       | Valtteri Bottas    | Mercedes              | 1:16,078 | 1:15,669 | 1:14,590 | 2        | 19         |
| 3                     | 44       | Lewis Hamilton     | Mercedes              | 1:16,068 | 1:15,548 | 1:14,769 | 3        | 22         |
| 4                     | 16       | Charles Leclerc    | Ferrari               | 1:16,337 | 1:15,792 | 1:15,043 | 4        | 17         |
| 5                     | 5        | Sebastian Vettel   | Ferrari               | 1:16,452 | 1:15,885 | 1:15,071 | 5        | 18         |
| 6                     | 10       | Pierre Gasly       | Red Bull-Honda        | 1:16,716 | 1:16,393 | 1:15,450 | 6        | 19         |
| 7                     | 4        | Lando Norris       | McLaren-Renault       | 1:16,697 | 1:16,060 | 1:15,800 | 7        | 18         |
| 8                     | 55       | Carlos Sainz Jr.   | McLaren-Renault       | 1:16,493 | 1:16,308 | 1:15,852 | 8        | 20         |
| 9                     | 8        | Romain Grosjean    | Haas-Ferrari          | 1:16,978 | 1:16,319 | 1:16,013 | 9        | 21         |
| 10                    | 7        | Kimi Räikkönen     | Alfa Romeo-Ferrari    | 1:16,506 | 1:16,518 | 1:16,041 | 10       | 20         |
| 11                    | 27       | Nico Hülkenberg    | Renault               | 1:16,790 | 1:16,565 |          | 11       | 12         |
| 12                    | 23       | Alexander Albon    | Toro Rosso-Honda      | 1:16,912 | 1:16,687 |          | 12       | 14         |
| 13                    | 26       | Danyiil Kvjat      | Toro Rosso-Honda      | 1:16,750 | 1:16,692 |          | 13       | 14         |
| 14                    | 99       | Antonio Giovinazzi | Alfa Romeo-Ferrari    | 1:16,894 | 1:16,804 |          | 17[1]    | 14         |
| 15                    | 20       | Kevin Magnussen    | Haas-Ferrari          | 1:16,122 | 1:17,081 |          | 14       | 13         |
| 16                    | 63       | George Russell     | Williams-Mercedes     | 1:17,031 |          |          | 15       | 9          |
| 17                    | 11       | Sergio Pérez       | Racing Point-Mercedes | 1:17,109 |          |          | 16       | 6          |
| 18                    | 3        | Daniel Ricciardo   | Renault               | 1:17,257 |          |          | 20[2]    | 6          |
| 19                    | 18       | Lance Stroll       | Racing Point-Mercedes | 1:17,542 |          |          | 18       | 9          |
| 20                    | 88       | Robert Kubica      | Williams-Mercedes     | 1:18,324 |          |          | 19       | 9          |
| 107%-os idő: 1:21,124 |          |                    |                       |          |          |          |          |            |

Megjegyzés:
- ↑ 1:  — Antonio Giovinazzi 3 rajthelyes büntetést kapott, amiért a Q1-ben feltartotta Lance Strollt annak gyorskörén.[3]
- ↑ 2:  — Daniel Ricciardo autójában erőforrást cseréltek, ezért 10 rajthelyes büntetést kapott.[4]

## Futam
A magyar nagydíj futama augusztus 4-én, vasárnap rajtolt, magyar idő szerint 15:10-kor.
| helyezés | rajtszám | versenyző          | csapat/motor          | futott kör | idő/kiesés oka | rajthely | Abroncs | pont  |
| -------- | -------- | ------------------ | --------------------- | ---------- | -------------- | -------- | ------- | ----- |
| 1        | 44       | Lewis Hamilton     | Mercedes              | 70         | 1:35:03,796    | 3        |         | 25    |
| 2        | 33       | Max Verstappen     | Red Bull-Honda        | 70         | +17,796        | 1        |         | 19[3] |
| 3        | 5        | Sebastian Vettel   | Ferrari               | 70         | +1:01,433      | 5        |         | 15    |
| 4        | 16       | Charles Leclerc    | Ferrari               | 70         | +1:05,250      | 4        |         | 12    |
| 5        | 55       | Carlos Sainz Jr.   | McLaren-Renault       | 69         | +1 kör         | 8        |         | 10    |
| 6        | 10       | Pierre Gasly       | Red Bull-Honda        | 69         | +1 kör         | 6        |         | 8     |
| 7        | 7        | Kimi Räikkönen     | Alfa Romeo-Ferrari    | 69         | +1 kör         | 10       |         | 6     |
| 8        | 77       | Valtteri Bottas    | Mercedes              | 69         | +1 kör         | 2        |         | 4     |
| 9        | 4        | Lando Norris       | McLaren-Renault       | 69         | +1 kör         | 7        |         | 2     |
| 10       | 23       | Alexander Albon    | Toro Rosso-Honda      | 69         | +1 kör         | 12       |         | 1     |
| 11       | 11       | Sergio Pérez       | Racing Point-Mercedes | 69         | +1 kör         | 16       |         |       |
| 12       | 27       | Nico Hülkenberg    | Renault               | 69         | +1 kör         | 11       |         |       |
| 13       | 20       | Kevin Magnussen    | Haas-Ferrari          | 69         | +1 kör         | 14       |         |       |
| 14       | 3        | Daniel Ricciardo   | Renault               | 69         | +1 kör         | 20       |         |       |
| 15       | 26       | Danyiil Kvjat      | Toro Rosso-Honda      | 68         | +2 kör         | 13       |         |       |
| 16       | 63       | George Russell     | Williams-Mercedes     | 68         | +2 kör         | 15       |         |       |
| 17       | 18       | Lance Stroll       | Racing Point-Mercedes | 68         | +2 kör         | 18       |         |       |
| 18       | 99       | Antonio Giovinazzi | Alfa Romeo-Ferrari    | 68         | +2 kör         | 17       |         |       |
| 19       | 88       | Robert Kubica      | Williams-Mercedes     | 67         | +3 kör         | 19       |         |       |
| ki       | 8        | Romain Grosjean    | Haas-Ferrari          | 49         | vízszivárgás   | 9        |         |       |

Megjegyzés:
- ↑ 3:  — Max Verstappen a helyezéséért járó pontok mellett a versenyben futott leggyorsabb körért további 1 pontot szerzett.

## A világbajnokság állása a verseny után
| H   | Versenyzők       | Pont | H   | Konstruktőrök             | Pont |
| --- | ---------------- | ---- | --- | ------------------------- | ---- |
| 1.  | Lewis Hamilton   | 250  | 1.  | Mercedes                  | 438  |
| 2.  | Valtteri Bottas  | 188  | 2.  | Ferrari                   | 288  |
| 3.  | Max Verstappen   | 181  | 3.  | Red Bull-Honda            | 244  |
| 4.  | Sebastian Vettel | 156  | 4.  | McLaren-Renault           | 82   |
| 5.  | Charles Leclerc  | 132  | 5.  | Toro Rosso-Honda          | 43   |
| 6.  | Pierre Gasly     | 63   | 6.  | Renault                   | 39   |
| 7.  | Carlos Sainz Jr. | 58   | 7.  | Alfa Romeo-Ferrari        | 32   |
| 8.  | Kimi Räikkönen   | 31   | 8.  | Racing Point-BWT Mercedes | 31   |
| 9.  | Danyiil Kvjat    | 27   | 9.  | Haas-Ferrari              | 26   |
| 10. | Lando Norris     | 24   | 10. | Williams-Mercedes         | 1    |

(A teljes táblázat)

## Statisztikák
- Vezető helyen:
  - Max Verstappen: 59 kör (1-24 és 32-66)
  - Lewis Hamilton: 11 kör (25-31 és 67-70)
- Max Verstappen pályafutásának 1. pole-pozíciója és 7. versenyben futott leggyorsabb köre.[6] Verstappen lett a Formula–1 történetének 100. pole-pozíciót szerző versenyzője.[7]
- Lewis Hamilton 81. futamgyőzelme.
- A Mercedes 97. futamgyőzelme.
- Lewis Hamilton 144., Max Verstappen 27., Sebastian Vettel 117. dobogós helyezése.